# Віха (управління проєктами)

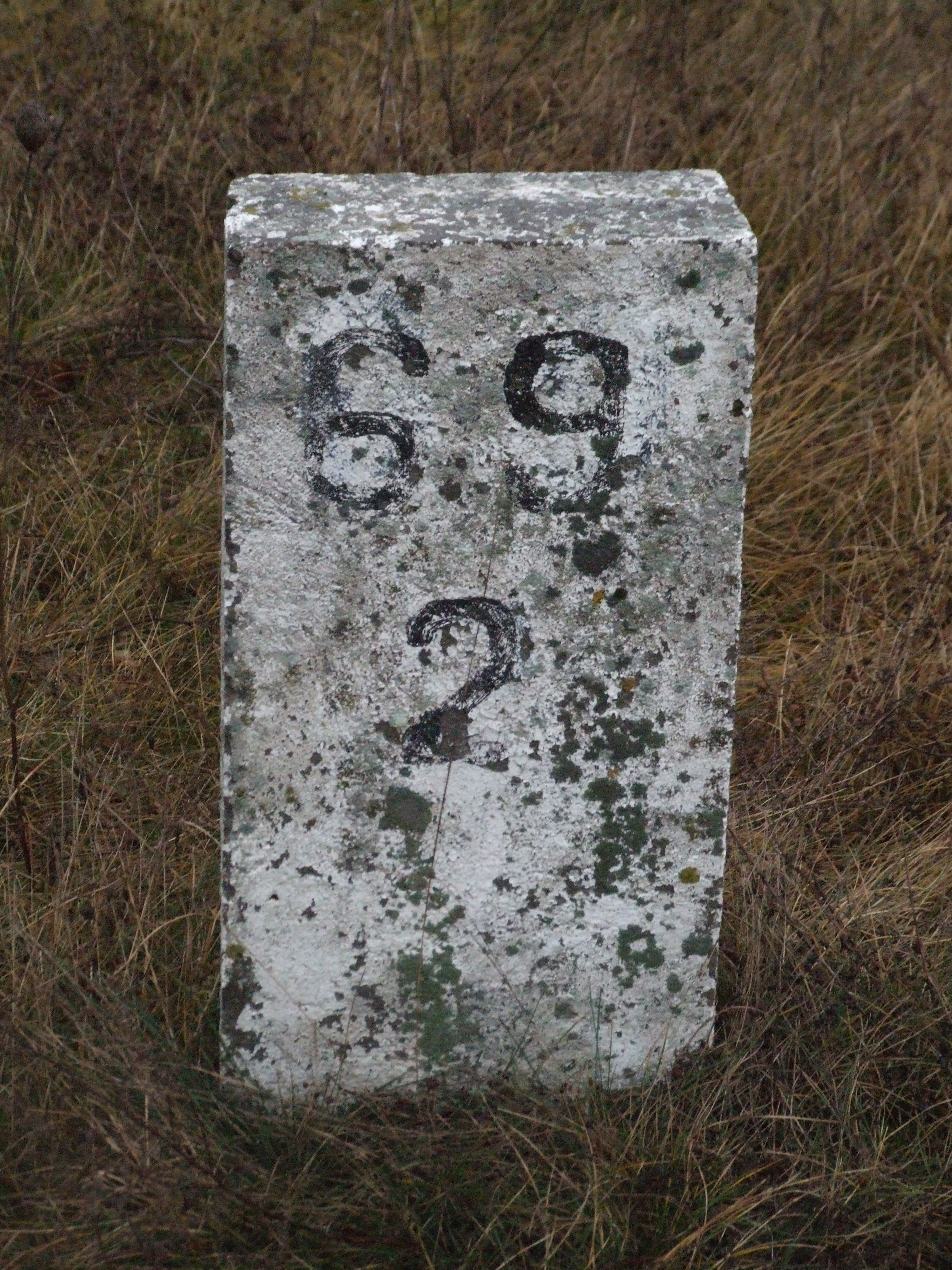
Віха — це камінь, який позначає відрізки шляху (милі (звідки й слово milestone, кілометри тощо))

Ві́ха або мильовий камінь (англ. milestone) — термін (широко застосовується і синонімічний термін контрольна подія), що використовується в управлінні проєктами і означає важливе місце, ключовий етап, перехід на нову стадію розвитку проєкту. Зазвичай, цим важливим етапом є завершення якогось ключового завдання, підписання важливих документів або ж будь-які інші важливі дії, що передбачаються планом проєкту. Перехід цієї контрольної точки призводить до змін у всьому проєкті.

## Використання віх у проєктуванні
Визначаючи віхи у своєму проєкті можна значно покращити весь розклад вашого проєкту. Для найуспішнішого управління проєктами визначення віхи повинно також поєднуватися зі складними методологіями створення розкладів, такими як «Технологія Оцінювання та Перегляду Програми» (англ. Program Evaluation and Review Technique) або ж «Метод критичного шляху» (англ. Critical Path Method). Тільки тоді визначення віхи дозволяють більш точно зрозуміти, чи вкладається проєкт у часові рамки розкладу, чи ні.
Віхи часто використовують для моніторингу прогресу, але існують певні обмеження в тому, наскільки ефективним може бути цей метод. У більшості випадків його використання показує лише прогрес на критичних відрізках проєкту, та ігнорує некритичні. Через це дуже часто трапляється ситуація, коли ресурси переводяться з некритичних діяльностей у критичні, аби упевнитися, що всі критичні віхи виконуються вчасно. Це створює враження, що проєкт не відстає від запланованого розкладу, тоді як нехтуються деякі важливі діяльності.